# Армейн Пане
Армейн Пане (індонез. Armijn Pane; 18 серпня 1908 року, Муару-Сіпонгі, Північна Суматра – 16 лютого 1970, Джакарта) — індонезійський письменник та діяч культури. Молодший брат Санусі Пане. Один із засновників журналу "Пуджанга Бару" (1933), який став центром формування нової індонезійської культури і літератури. У творчості, особливо в романі "Кайдани" (1940;), чітко простежується відхід від просвітництва і романтизму до реалізму і психологизму.
Є також одним з основоположників індонезійської реалістичної драми. Крім оригінальних творів, зібраних пізніше в збірнику "Підступна голубка" (1953), йому належить також вільний переклад п'єси "Нора" Р. Ібсена ("Ратна", 1943).